# جون مورلي (كاتب)
جون مورلي، الفيكونت الأول لبلاكبيرن من عائلته (24 ديسمبر 1838 – 23 سبتمبر 1923) كان سياسيًا ليبراليًا بريطانيًا وكاتبًا ورئيس تحرير في إحدى الصحف.
بدأ مسيرته في البداية صحفيًا في شمال إنكلترا ثم رئيس تحرير جريدة «بول مول غازيت» ذات التوجه الليبرالي بين عامي 1880 و1883، وبعدها انتخب عضوًا في البرلمان عن الحزب الليبرالي في عام 1883. شغل منصب الأمين العام لأيرلندا في عام 1886 وفي الفترة ما بين عامي 1892 و1895؛ ووزير الخارجية في الهند البريطانية حينها بين عامي 1905 و1910، ومرة أخرى سنة 1911؛ ورئيس مجلس اللوردات بين عامي 1910 و1914. كان مولي معلقًا سياسيًا مرمومقًا، وكتب سيرة قدوته ويليام غلادستون. أكثر ما اشتهر به مورلي هو كتاباته وسمعته بكونه «آخر الليبراليين العظماء في القرن التاسع عشر». عارض الإمبريالية وحرب البوير الثانية. أيد الحكم الذاتي لأيرلندا. أدت معارضته انخراط بريطانيا في الحرب العالمية الأولى كحليف لروسيا إلى استقالته من الحكومة في أغسطس 1914.

## خلفيته وتعليمه
ولد مورلي في بلاكبيرن، لانكشر، ابنًا لجوناثان مورلي، الذي عمل جراحًا، وبرسيلا ماري (عائلتها قبل الزواج: دونكين). التحق بكلية شلتنهام. بينما كان في أكسفورد، تشاجر مع والده حول موضوع الدين، واضطر إلى ترك الجامعة في وقت مبكر من دون حصوله على درجة البكالورويس؛ أراد والده له أن يصبح رجل دين. كتب، في إشارة واضحة إلى هذا الشقاق في كتابه «أون كومبرومايز» (1874).

## مسيرته الصحفية
استدعت جمعية لنكولن مورلي إلى نقابة المحامين في سنة 1873، قبل أن يقرر مزاولة مهنة الصحافة وصف في وقت لاحق شعوره تجاه قراره بالتخلي عن دراسة القانون بأنه «ندم شديد». عمل محررًا في صحيفة بول مول غازيت الليبرالية المتطرفة بين عامي 1880 و1883، إلى جانب ويليام توماس ستيد الذي كان زميله في التحرير قبل الخوض في السياسة.

## مسيرته السياسية

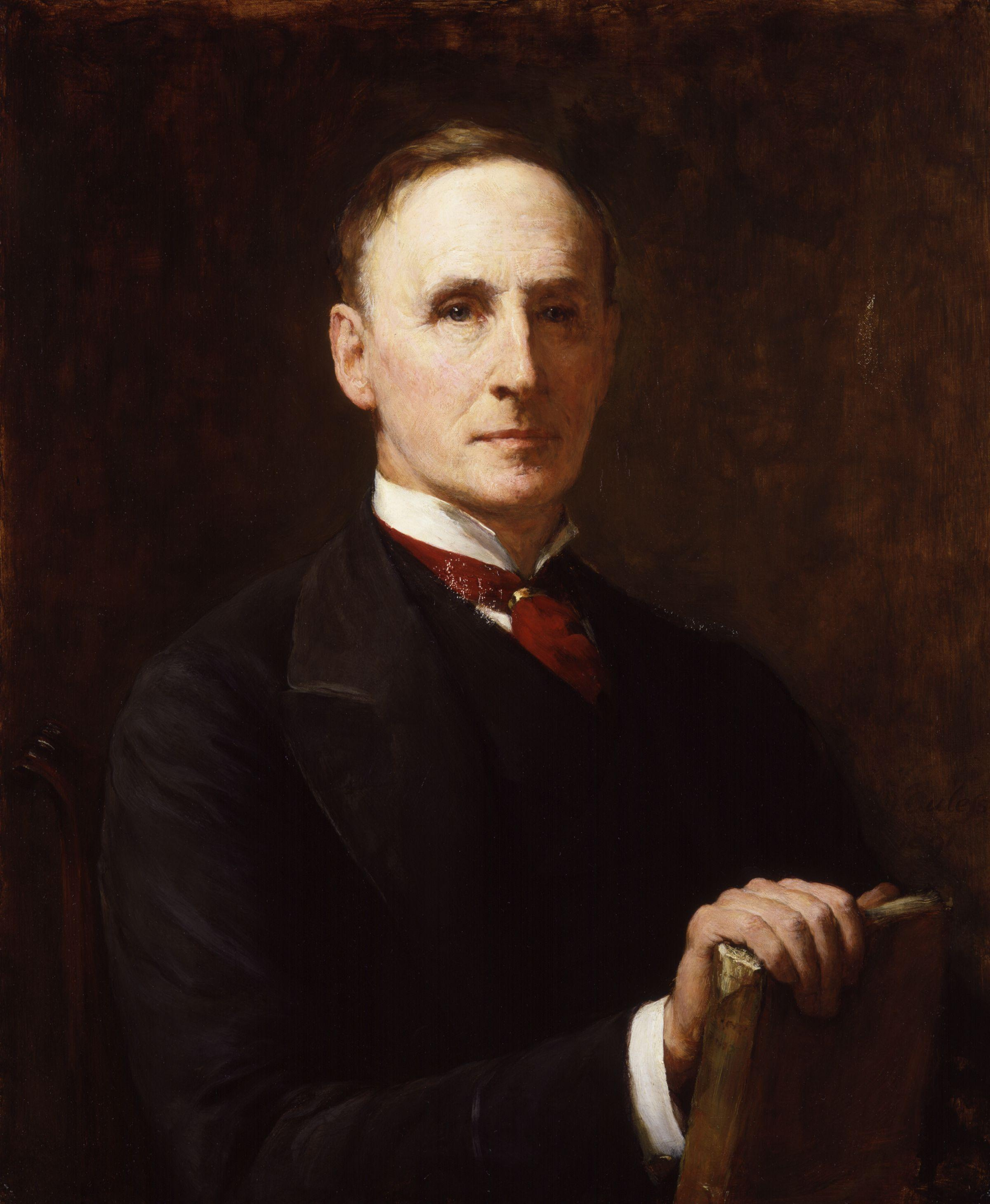
جون مورلي

ترشح مورلي لأول مرة للبرلمان في الانتخابات الفرعية في بلاكبيرن سنة 1869، وهي انتخابات فرعية نادرة جرت بعد أن تسببت عريضة انتخابية في إلغاء نتائج الانتخابات العامة التي جرت سنة 1868 في بلاكبيرن. لم يفلح مورلي في بلاكبيرن، وفشل في الفوز بمقعد عند منافسته للفوز في مدينة وستمنستر في الانتخابات العامة سنة 1880.
انتخب مورلي عضوًا ليبراليًا في البرلمان عن دائرة نيوكاسل أبون تاين الانتخابية في انتخابات فرعية في فبراير 1883.

### مورلي ونيوكاسل
كان مورلي ليبراليًا بارزًا يتبع مدرسة غلادستون. في نيوكاسل، شغل منصب رئيس جمعية دائرته الانتخابية روبرت سبنس واطسون، زعيم الاتحاد الليبرالي الوطني ورئيسه في الفترة بين عامي 1890 و1902. تألفت دائرة نيوكاسل الانتخابية من عضوين، وكان زميله جوزيف كوين، متطرفًا في صراع دائم مع الحزب الليبرالي، الذي أدار صحيفة نيوكاسل كرونيكل. هاجم كوين مورلي، ووفر تمويلًا للمرشحين العاملين فور تقاعده من منصبه، مظهرًا تفضيله لمرشح حزب المحافظين المحلي تشارلز هاموند. قاروم مورلي، بجانب واتسون، تحدي كوين حتى الانتخابات العامة في عام 1895، عندما تسببت أساليب الأخير في طرد مورلي وخسارة نيوكاسل لصالح حزب المحافظين.

### الأمين العام لأيرلندا في الأعوام 1886 و1892 – 1895
في فبراير 1886، أدى مورلي اليمين الدستورية أمام المجلس الخاص للمملكة المتحدة، وعين الأمين العام لأيرلندا، ولكن سقطت حكومة غلادستون بعد حركة الحكم الداخلي الأيرلندية في يوليو من السنة نفسها وأصبح اللورد سالزبوري رئيسًا للوزراء. بعد الهزيمة الشديدة التي تلقاها الحزب الغلادستوني في الانتخابات العامة لسنة 1886، قسم مورلي حياته بين جانبي السياسة والرسائل حتى عودة غلادستون إلى السلطة في الانتخابات العامة لسنة 1892، عندها عاد إلى منصب الأمين العام لأيرلندا.
شغل في تلك الفترة دورًا رائدًا في البرلمان، إلا أن المنصب الذي اعتلاه لم يلق نجاحًا بأي شكل من الأشكال. صعبت الطبقة العليا في إيرلندا الأمور عليه كثيرًا، وكان طريقه ليكون عضوًا في مكتب الحزب البرلماني الإيرلندي في قلعة دبلن وعرًا. في فترة الصراعات الضارية التي انتابت الحزب الليبرالي تحت قيادة اللورد روزبيري وبعدها، ذلك انحاز مورلي إلى السير ويليام هاركورت وكان من بين الموقعين على رسالته التي استقال فيها من القيادة الليبرالية في ديسمبر 1898. خسر مقعده في الانتخابات العامة لعام 1895، ولكنه سرعان ما شغل مقعدًا آخر في اسكتلندا، وذلك عندما انتخب في انتخابات فرعية في فبراير 1896 لصالح دائرة مونتروز بيرغز.

### معارضة لنظام العمل 8 ساعات في اليوم
منذ عام 1889 وبعدها، قاوم مورلي الضغوط التي مارسها زعماء حزب العمال في نيوكاسل لدعم عدم تجاوز يوم العمل 8 ساعات بموجب ما يفرضه القانون. اعترض مورلي على ذلك بوصفه تدخلًا في العمليات الاقتصادية الطبيعية. كان ذلك بمثابة «حشر عصًا برلمانية في الآليات الحساسة والمعقدة للصناعة البريطانية». مثلًا، رأى أن قانون العمل 8 ساعات يفرض على عمال المناجم العاملين في مجال يتسم بقدر كبير من التنوع تحت ظروف محلية نظامًا شموليًا. احتج كذلك بأنه سيكون من الخطأ «تمكين السلطة التشريعية، التي تجهل في مثل هذه الأمور وتنحاز لها، وأيضًا إعطاؤها القول في عدد الساعات التي يعمل فيها للمرء أو لا يعمل».
قال مورلي للنقابيين أن الطريقة الوحيدة الصحيحة لتحديد ساعات العمل تكون من خلال إعطائهم الحرية في تقريرها. كان من شأن موقفه الصريح ضد أي مشروع قانون يفرض حدًا أقصى للعمل 8 ساعات، وهو أمر نادر بين السياسيين، أن يجلب له عداء قادة حزب العمال. في سبتمبر 1891، عقد اجتماعان حاشدان دعى فيهما زعماء من حزب العمال، مثل جون برنز وكير هاردي وروبرت بلاتشفورد، إلى اتخاذ إجراءات ضد مورلي. في وفي انتخابات عام 1892، لم يواجه مورلي مرشحًا من حزب العمال، إلا أن «جمعية الساعات الثمان» والاتحاد الديمقراطي الاجتماعي دعما المرشح الوحدوي. احتفظ مورلي بمقعده لكنه حل في المركز الثاني بعد المرشح الوحدوي. عندما عين مورلي في الحكومة وتبع ذلك إجراء الانتخابات الفرعية اللازمة، نصح هاردي وغيره من الاشتراكيين الرجال العاملين بالتصويت للمرشح الوحدوي (الذي أيد مشروع قانون العمل 8 ساعات لعمال المناجم)، ولكن الأصوات الإيرلندية في نيوكاسل انحازت لمورلي واحتفظ بمقعده إثر ذلك. بعد التصويت على مشروع قانون العمل 8 ساعات في مجلس العموم في مارس 1892، كتب مورلي: «لقد حصل ما كنت أخشاه. لقد استولى حزب العمل، وهو الحزب الأكثر بطشًا وعدوانًا وانعزالًا عن الضمير والأكثر سطحية بين الذين يتكلمون عن العمل، على الحزب الليبرالي. الأسوأ من ذلك أن الحزب الليبرالي خذلنا، واستسلم دون أن يقول شيئًا أو يعطي تفسيرًا أو مبررًا».

### وجهات النظر الأيديولوجية
في عام 1880، كتب مورلي إلى أوبرون هربرت، وهو معارض شديد لتدخل الدولة، قائلًا: «أخشى أنني لا أتفق معك في الحكم الشمولي. لست متحزبًا في سياسية التدخل المستمر في حرية الفرد، لكنني أعتقد اعتقادًا راسخًا أنه في في مجتمع مكتظ كمجتمعنا اليوم، قد يكون لديكم نوع من الحماية تجاه فئات من الرجال والنساء غير القادرين على حماية أنفسهم». في عام 1885، تحدث مورلي صراحة ضد هؤلاء الليبراليين الذين تصوروا أن كل تدخل الدولة هو فعل خاطئ، قائلًا: «لست مستعدًا للسماح بأن تكون (رابطة الدفاع عن الحرية والممتلكات) الكيان الوحيد الذي يمتلك فهمًا للمبادئ الليبرالية، وأن اللورد برامويل وأيرل وميس هما المعارضان الوحيدان للحزب الليبرالي. في وقت لاحق من ذلك العام، حدد مورلي معالم سياسته: «أنا يميني بالفطرة، وليبرالي بالممارسة، ومتطرف كلّي بالملاحظة والتجربة».